# Daiga Mieriņa
Daiga Mieriņa (rojena Cekule; prej Jurēvica), latvijska političarka, * 3. marec 1969, Riga, Latvijska SSR, Sovjetska Zveza.
Daiga Mieriņa je latvijska političarka, ki od 20. septembra 2023 opravlja funkcijo predsednice latvijskega parlamenta (Saeima).

## Življenje
Mieriņa se je rodila v Rigi in se izobraževala na Hortikulturni šoli Bulduri v mestu Jūrmala. Diplomirala je iz hortikulture na Latvijski univerzi za biološke vede in tehnologije ter magistrirala iz upravljanja kakovosti na Tehniški univerzi v Rigi. Od leta 1998 do 2009 je bila zaposlena na Državni davčni upravi in na Ministrstvu za promet.
V politiko je vstopila leta 2001, ko je bila izvoljena v svet okrožja Carnikava. Od leta 2009 do 2021 je opravljala funkcijo predsednice sveta občine Carnikava. Po združitvi te občine z občino Ādaži je bila na občinskih volitvah leta 2021 izvoljena v nov občinski svet.
Na parlamentarnih volitvah leta 2022 je bila izvoljena v latvijski parlament kot poslanka 14. mandata, kjer zastopa Latvijsko kmečko zvezo (Latvijas Zemnieku savienība). Postala je predsednica parlamentarnega odbora za lokalno samoupravo in državno upravo.
Septembra 2023 je bila predlagana za  predsednico Saeima, potem ko poslanci parlamenta niso potrdili kandidature Gunārsa Kūtrisa. Mieriņa je bila izvoljena 20. septembra z večino 55 glasov (34 poslancev je glasovalo proti).

## Mednarodna dejavnost
18. decembra 2023 v Rigi gostila predsednico Republike Slovenije, Natašo Pirc Musar. Poudarila je tesno zavezništvo med Latvijo in Slovenijo pri krepitvi evropske varnosti, zlasti v podpori Ukrajini in dolgoročnem utrjevanju skupnega varnostnega prostora. Predsednica Slovenije se je zahvalila Latviji za podporo pri odpravljanju posledic uničujočih poplav jeseni 2023, saj je bila Latvija med prvimi, ki je ponudila finančno pomoč.
22. aprila 2024 je na konferenci predsednikov parlamentov Evropske unije poudarila, da bi večje število žensk na vodilnih položajih prispevalo k večjemu miru v svetu. Izpostavila je tudi potrebo po odpravi plačne vrzeli med spoloma, saj ženske v Latviji še vedno zaslužijo približno 17% manj kot moški.
23. oktober 2024 Mieriņa gostila predsednike parlamentov iz Albanije, Hrvaške, Cipra, Portugalske in Tonge. Skupaj so poudarili potrebo po nadaljnji podpori Ukrajini in opozorili na globalne posledice ruske agresije
5. novembra 2024 se je Oslu srečala s predsednikom norveškega parlamenta Masudom Gharahkhanijem, podpredsednikom Sveinom Harbergom, člani odborov za zunanje zadeve in obrambo ter s prestolonaslednikom princem Haakonom. Poudarila je pomen krepitve vzhodne meje Nata in sodelovanja pri soočanju s hibridnimi grožnjami iz Rusije in Belorusije.